# Keep The Beats!
『Keep The Beats!』（キープ・ザ・ビーツ）は、テレビアニメ『Angel Beats!』に登場するガールズバンド・Girls Dead Monsterのオリジナルアルバム。2010年6月30日にKey Sounds Labelから発売された（販売元はビジュアルアーツ）。

## 概要
先行シングル『Little Braver』を含む全13曲収録。別紙には、音楽評論家の冨田明宏による解説が付いている。岩沢の歌を担当したmarinaが歌った「Crow Song」収録曲も全曲収録されているが、全て「Yui Ver.」としてユイの歌を担当したLiSAが歌っている。ボーナストラックとしてテレビアニメのオープニングテーマ「My Soul,Your Beats!」とエンディングテーマ「Brave Song」が「Gldemo Ver.」として収録されている。初回数量限定生産分には、初回特典として「Girls Dead Monster/SSS Emblem 特製ピック」が封入されている。タイトルやジャケットデザインから明らかなように本作はBon Joviの『Keep the Faith』のオマージュである。

## 収録曲
- 全曲 作詞・作曲：麻枝准、編曲：光収容

1. Crow Song (Yui ver.) [4:05]
1stシングル『Crow Song』1曲目のユイ（LiSA）ヴォーカルバージョン。
シングルバージョンには存在していた、冒頭のハイハットによるカウントはカットされている。
2. Thousand Enemies [4:48] 
2ndシングル『Thousand Enemies』1曲目。
3. Shine Days [4:56] 
3rdシングル『Little Braver』2曲目。
4. 23:50 [4:22]
5. Run with Wolves [4:05]
6. Morning Dreamer [3:47]
7. Rain Song [4:57]
2ndシングル『Thousand Enemies』2曲目。
8. Alchemy (Yui ver.) [4:16]
1stシングル『Crow Song』2曲目のユイ（LiSA）ヴォーカルバージョン。
9. 一番の宝物 (Yui ver.) [6:00]
  - 第10話挿入歌

ユイ（LiSA）ヴォーカルバージョン。
『オリジナル・サウンドトラック』収録の「Original Version」とは歌詞が異なり、楽器はアコースティックギターのみを使用している。
後にこの曲にアレンジが施された「Yui final ver.」としてシングルカットされる。
10. Little Braver (Album ver.) [4:57]
3rdシングル『Little Braver』1曲目のアルバムバージョン。
主にイントロとアウトロのアレンジが異なっている。
11. My Song (Yui ver.) [5:09]
1stシングル『Crow Song』3曲目のユイ（LiSA）ヴォーカルバージョン。
曲自体もアレンジされており、途中からギター以外の楽器が追加されている。
BD/DVDの第三話キャラクターコメンタリーにて岩沢が製作を匂わす発言をしている。
12. My Soul,Your Beats! (Gldemo ver.) [4:45]
  - 第4話オープニングテーマ

オープニングテーマ「My Soul,Your Beats!」のロックバージョン。
13. Brave Song (Gldemo ver.) [5:40]
エンディングテーマ「Brave Song」のロックバージョン。

## 演奏
- LiSA：Vocal & Chorus
- 光収容：Guitar & Arrangement